# Wierzejska

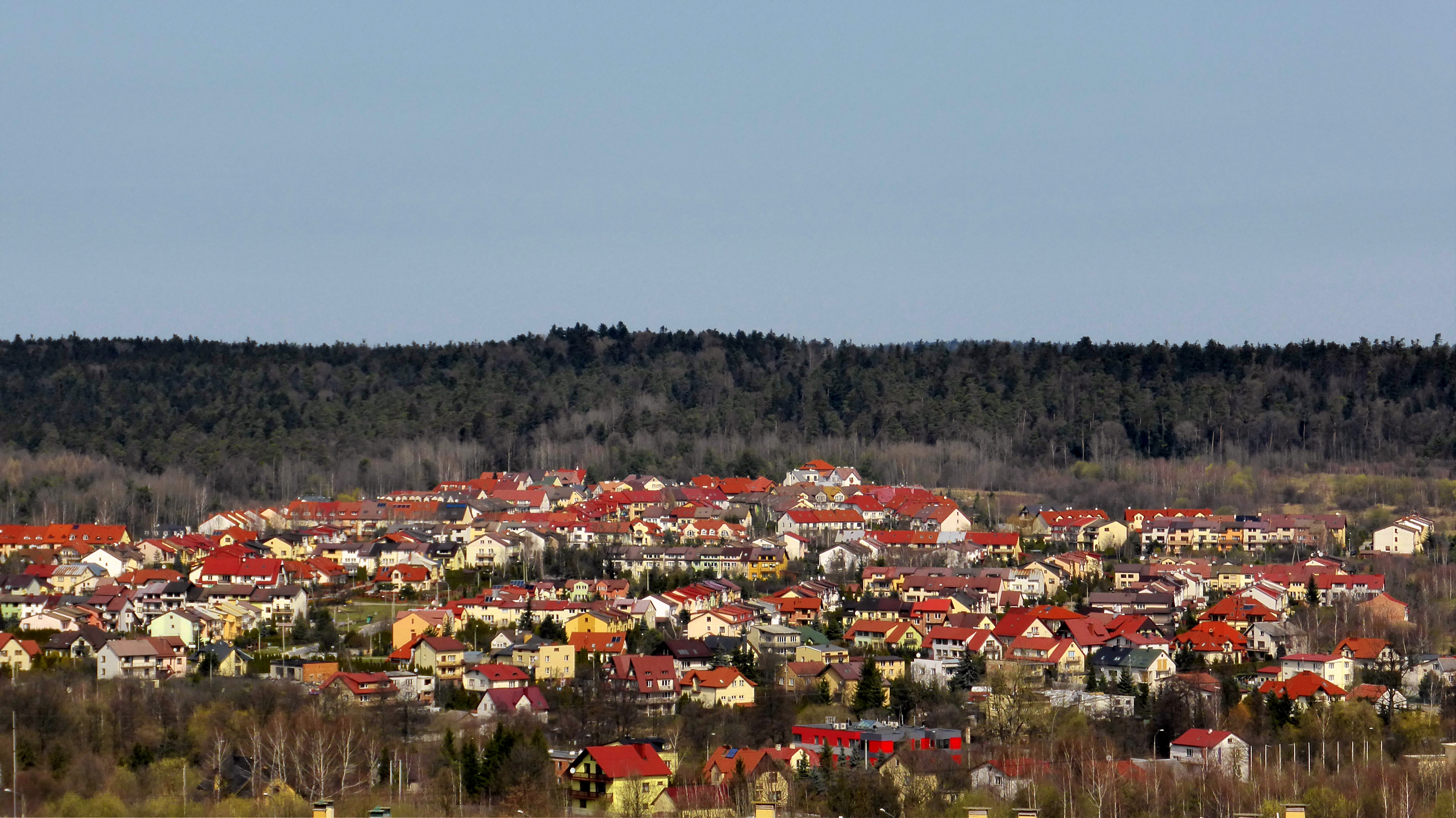
Góra Wierzejska,poniżej Osiedle Dąbrowa

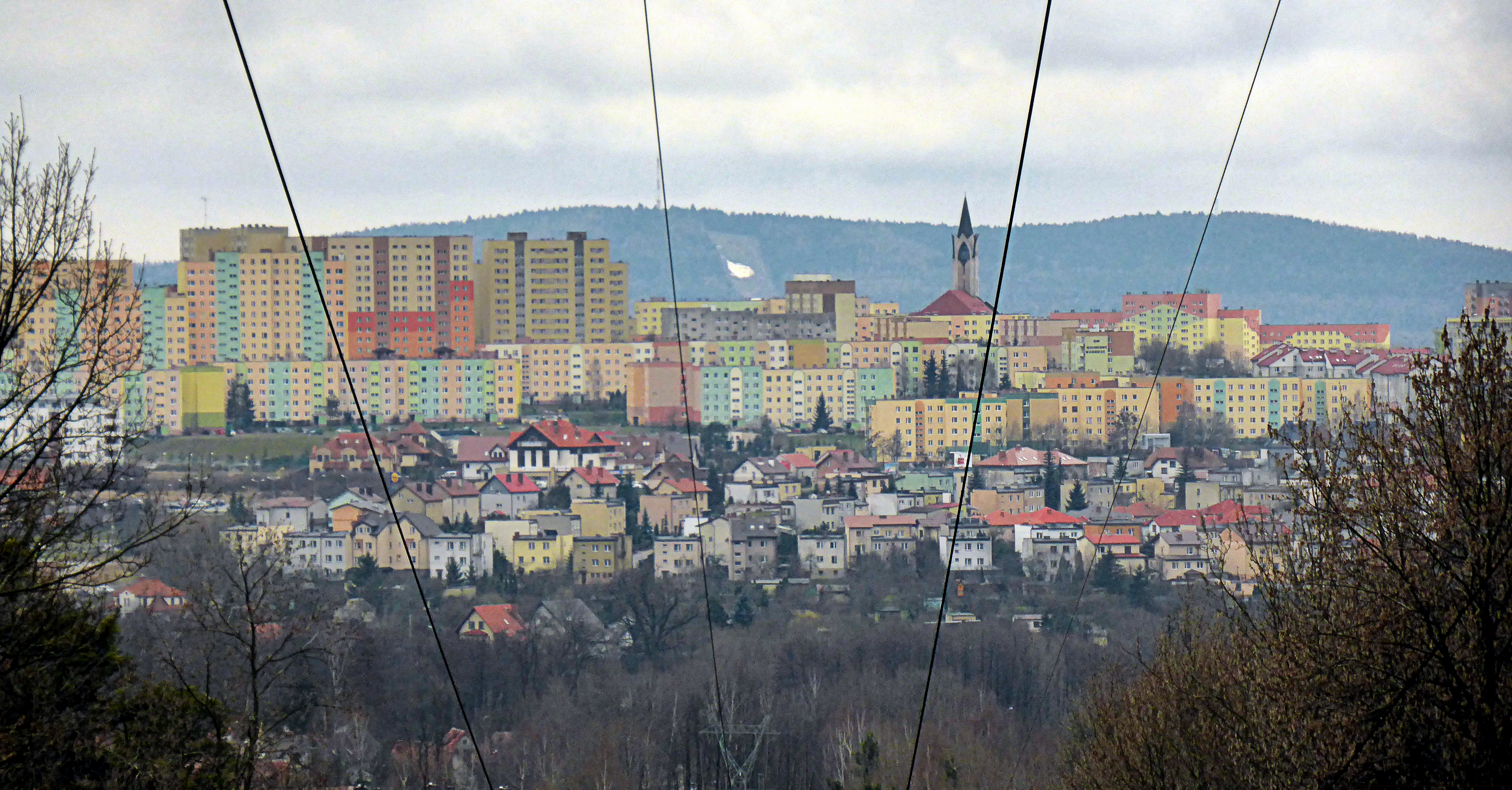
Widok na Kielce z Góry Wierzejskiej

Wierzejska (375 m n.p.m.) – góra w Paśmie Masłowskim Gór Świętokrzyskich. Położona jest na terenie gminy Masłów w powiecie kieleckim (województwo świętokrzyskie).
Góra prawie ze wszystkich stron porośnięta jest lasem. Na jednym z jej zboczy zlokalizowane jest kieleckie osiedle Dąbrowa.